# Orsomarso
Orsomarso ist ein Ort im Nordwesten der Provinz Cosenza in der Region Kalabrien in Italien mit 1090 Einwohnern (Stand 31. Dezember 2023).

## Lage und Daten
Der Ort liegt 102 km nördlich von Cosenza. Die Einwohner leben hauptsächlich vom Tourismus. Es gibt gute Wanderwege im Umkreis des Ortes. Orsomarso liegt am Unterlauf des Flusses Lao. Die Ortsteile (frazione) sind Bonicose, Buonangelo, Castiglione, Marina di Orsomarso, Molina, Scorpari und Vallementa. Die Nachbargemeinden sind Lungro, Mormanno, Papasidero, San Donato di Ninea, Santa Domenica Talao, Santa Maria del Cedro, Saracena, Scalea und Verbicaro.

## Geschichte
Der Ort ist seit vorrömischer Zeit besiedelt.

## Bevölkerungsentwicklung
Nach Angaben der letzten Volkszählung durch ISTAT waren 2001 545 Haushalte registriert. Die Verringerung der Einwohnerzahl von 15,8 % im Zeitraum 1991 bis 2001 weist auf deutliche Tendenzen zur Landflucht hin. Seit dem historischen Höchststand von 1951 ist die Bevölkerung sogar um rund 55 % gesunken.
| Jahr | Einwohner |
| ---- | --------- |
| 1951 | 3276      |
| 1961 | 2872      |
| 1971 | 2230      |
| 1981 | 1993      |
| 1991 | 1780      |
| 2001 | 1498      |

## Sehenswürdigkeiten
Auf einem Felsvorsprung steht die byzantinische Kirche Santa Maria di Mercure aus dem 11. Jahrhundert mit ihrem weithin sichtbaren Uhrenturm. Der Aufstieg bietet einen malerischen Blick über das Flusstal des Lao, die Piazza und die Hauptkirche San Giovanni Battista aus dem 17. Jahrhundert.

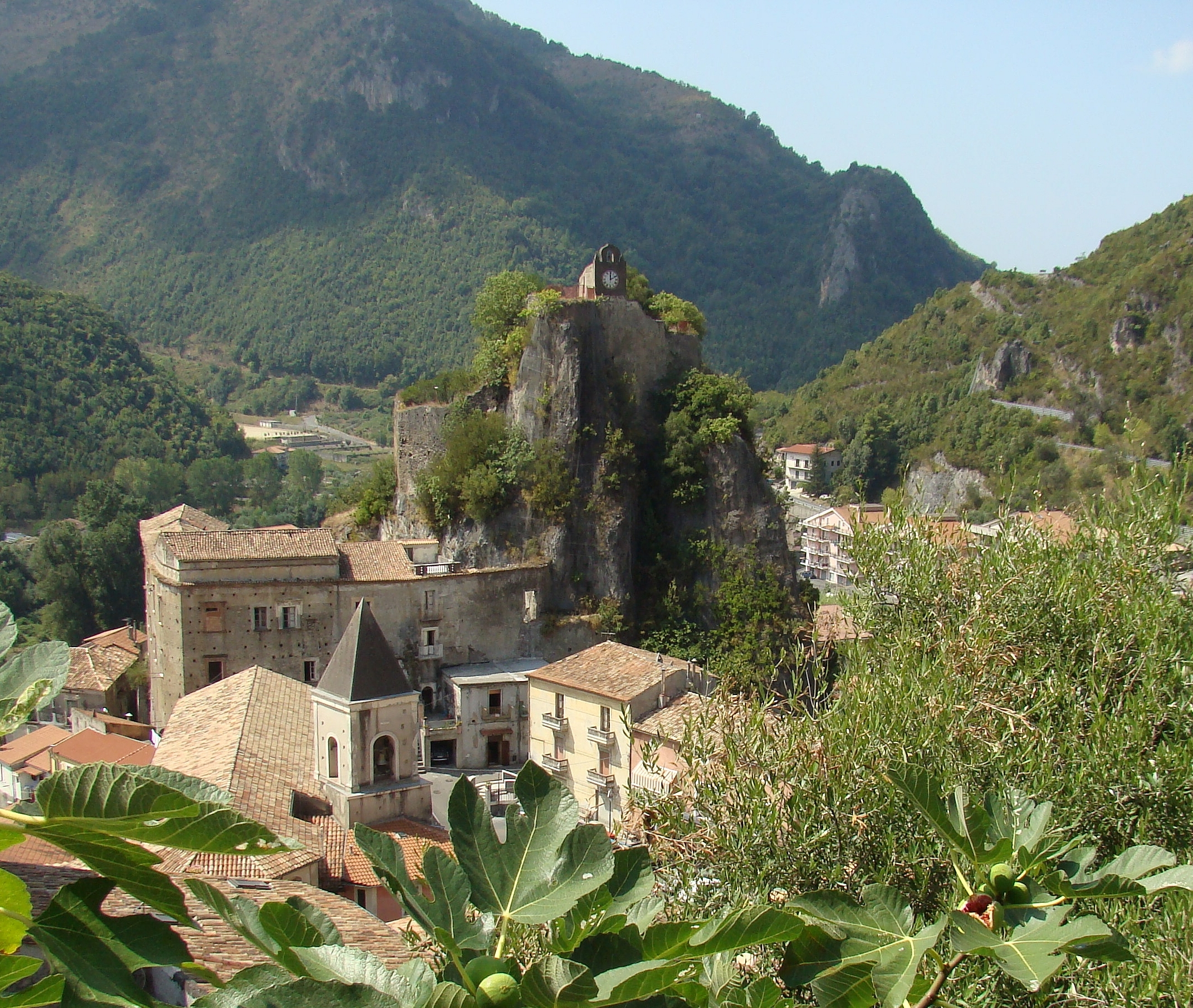
Chiesa Santa Maria  di  Mercure mit Uhrenturm
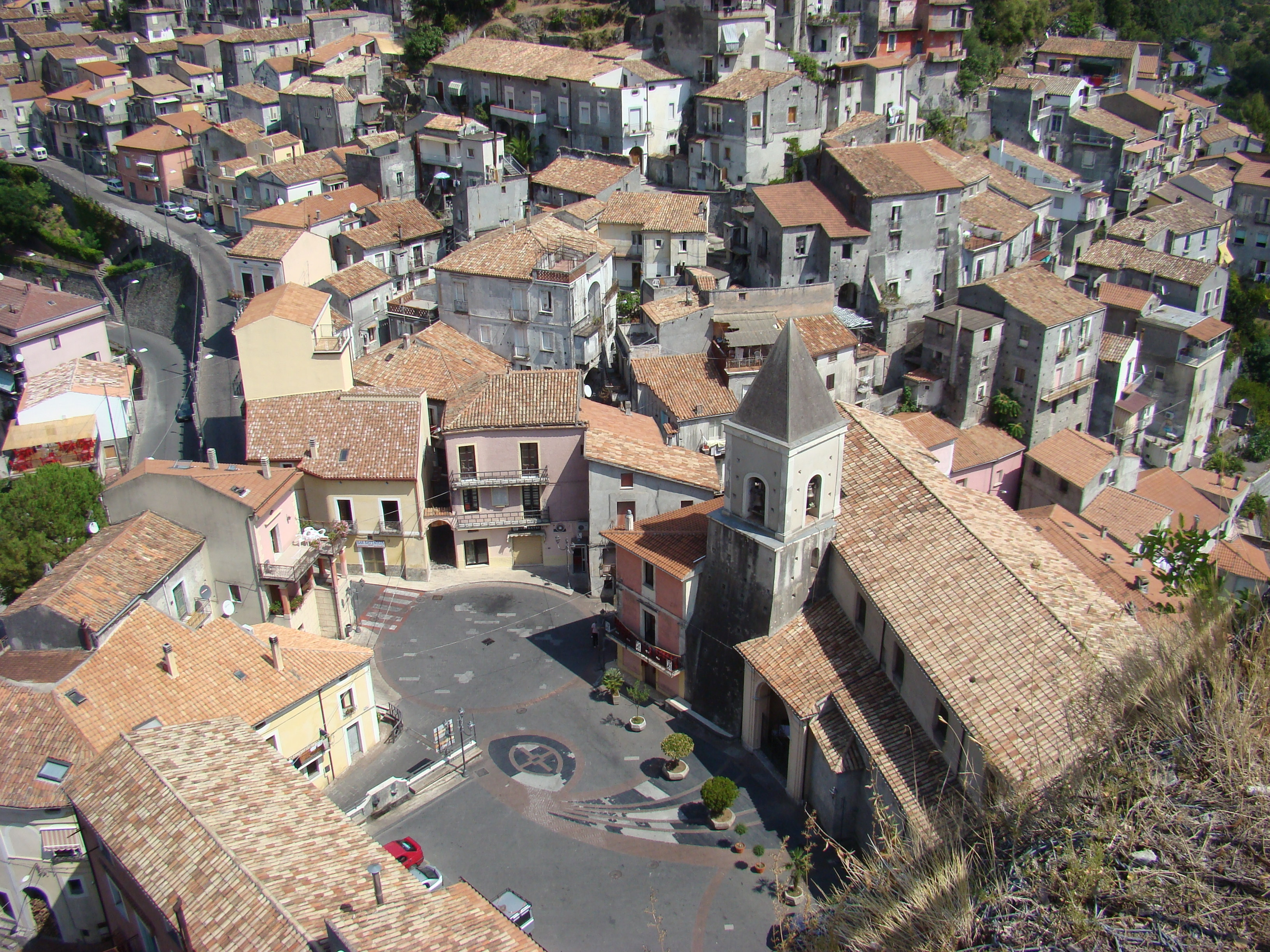
Piazza mit Chiesa S.Giovanni Battista – Blick vom Uhrenturm
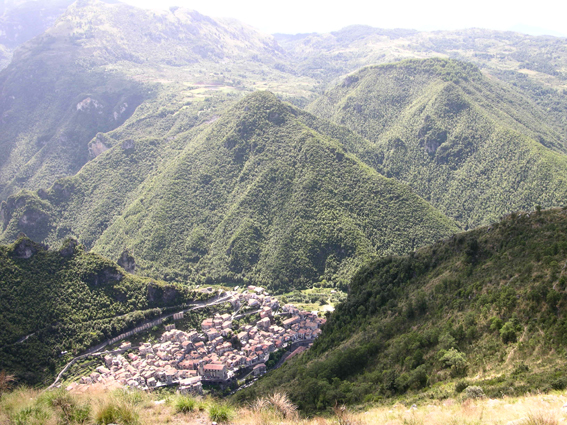
Orsomarso mitten in den Bergen
Orsomarso mitten in den Bergen